# Greenville (Florida)
Greenville es un pueblo ubicado en el condado de Madison en el estado estadounidense de Florida. En el Censo de 2010 tenía una población de 843 habitantes y una densidad poblacional de 248,84 personas por km².

## Geografía
Greenville se encuentra ubicado en las coordenadas 30°28′1″N 83°38′7″O / 30.46694, -83.63528. Según la Oficina del Censo de los Estados Unidos, Greenville tiene una superficie total de 3.39 km², de la cual 3.39 km² corresponden a tierra firme y (0%) 0 km² es agua.

## Demografía
Según el censo de 2010, había 843 personas residiendo en Greenville. La densidad de población era de 248,84 hab./km². De los 843 habitantes, Greenville estaba compuesto por el 26.45% blancos, el 70.7% eran afroamericanos, el 0.12% eran amerindios, el 0.12% eran asiáticos, el 0% eran isleños del Pacífico, el 0.71% eran de otras razas y el 1.9% pertenecían a dos o más razas. Del total de la población el 1.42% eran hispanos o latinos de cualquier raza.